# Podziemie: Historia Juliana Assange’a
Podziemie: Historia Juliana Assange’a  (ang. Underground: The Julian Assange Story) – australijski film biograficzny z 2012 roku oparty na scenariuszu i reżyserii Roberta Connolly’ego. Wyprodukowany przez Matchbox Pictures.
Światowa premiera filmu miała miejsce 8 września 2012 podczas 37. Międzynarodowego Festiwalu Filmowego w Toronto. Miesiąc później premiera filmu odbyła się 7 października 2012 na australijskim kanale Network Ten.

## Fabuła
Akcja filmu rozgrywa się w roku 1989. Nastoletni Julian Assange (Alex Williams) zawiązuje grupę hakerów. Pod naciskiem FBI australijska policja powołuje specjalną jednostkę śledczą. Roberts (Anthony LaPaglia) i jego koledzy mają schwytać wirtualnych włamywaczy.

## Obsada
- Rachel Griffiths jako Christine Assange
- Anthony LaPaglia jako detektyw Ken Roberts
- Alex Williams jako Julian Assange
- Laura Wheelwright jako Electra
- Callan McAuliffe jako Prime Suspect
- Jordan Raskopoulos jako Trax
- Benedict Samuel jako Jonah